# آرم هولدینگز

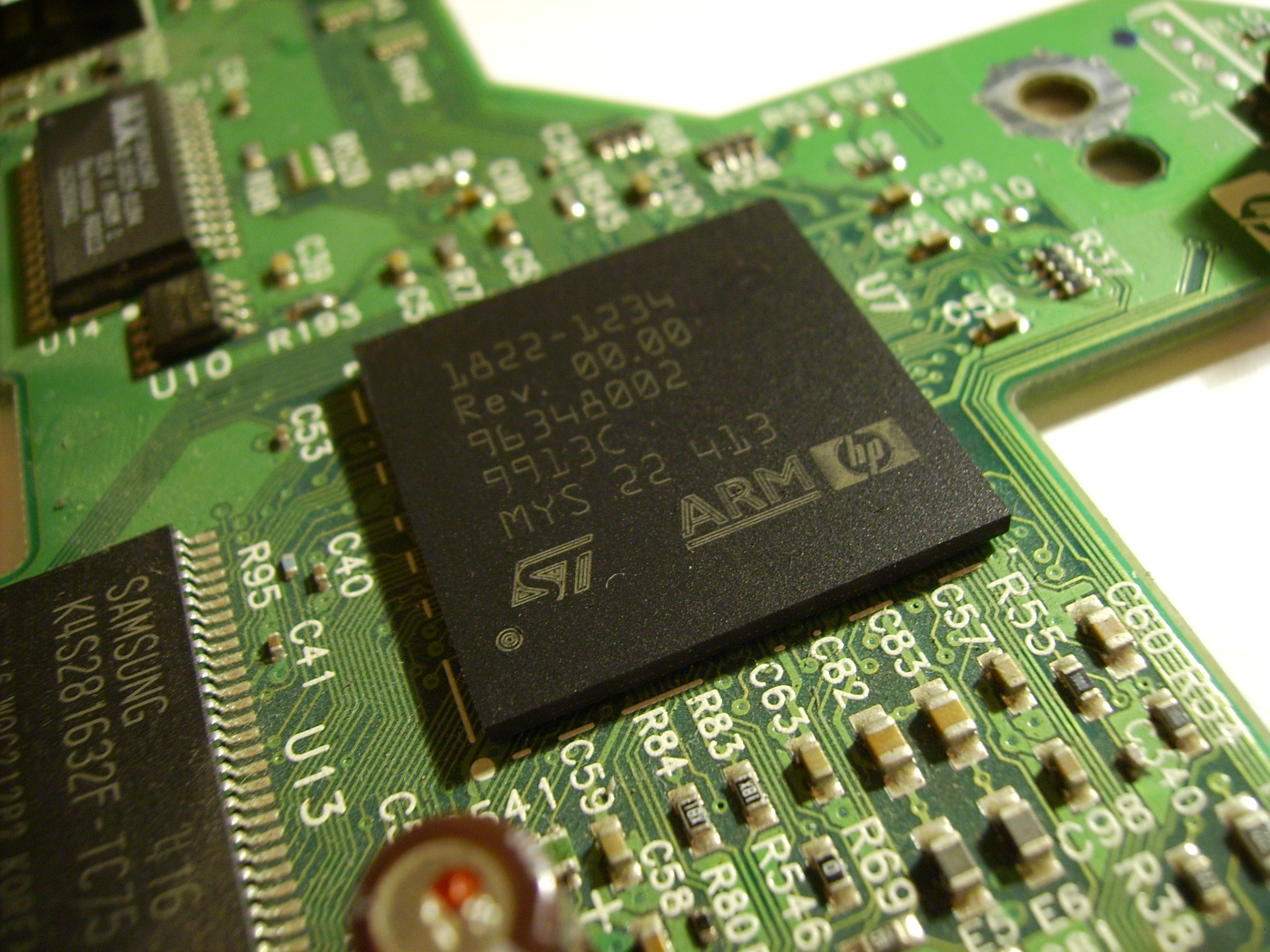
یک پردازنده آرم در پرینتر ساخت اچ‌پی

آرم هولدینگز (به انگلیسی: ARM Holdings plc) شرکت الکترونیکی بریتانیایی است، که در زمینه صنعت نیم‌رساناها و طراحی نرم‌افزارهای رایانه‌ای فعالیت می‌کند. دفتر مرکزی این شرکت در شهر کمبریج، انگلستان قرار دارد. بزرگ‌ترین زمینه تجاری این شرکت پردازنده‌هاست. شرکت آرم هولدینگر خالق معماری پردازنده‌های آرم است.

## مدل تجاری
نحوه تجارت این شرکت با شرکت‌های دیگر سازنده پردازنده مثل اینتل و ای‌ام‌دی متفاوت است. شرکت آرم به جای اینکه پردازنده‌های خود را تولید کند، تنها لایسنس آن‌ها را به عنوان IP Core به فروش می‌رساند؛ بنابراین شرکت‌های دیگر پردازنده‌های خود را بر اساس طراحی‌های شرکت آرم می‌سازند.

## دفاتر
این شرکت در کشورهای ایالات متحده آمریکا، آلمان، فرانسه، نروژ، سوئد، ژاپن، چین، هند، تایوان و اسلونی دفتر و مراکز طراحی دارد.

## فناوری
ویژگی عمده پردازنده‌های آرم، مصرف توان بسیار پایین آنهاست که آنها را برای استفاده در وسایل قابل حمل و باتری دار مناسب می‌سازد. امروزه بیشتر از ۷۵٪ پردازنده‌های نهفته ۳۲ بیتی از معماری آرم استفاده می‌کنند.
پردازنده‌های آرم به عنوان پردازنده اصلی در اکثر موبایل‌های امروزی شامل آنهایی که توسط سامسونگ، اپل، سونی، اچ تی سی و نوکیا تولید شده‌اند، مورد استفاده قرار گرفته‌اند.